# Haas (dier)
De haas (Lepus europaeus), ook wel Europese haas genoemd om onderscheid te maken met andere hazensoorten, is een zoogdier, dat net als onder andere het konijn tot de orde van de haasachtigen (Lagomorpha) behoort. De haas komt algemeen voor op de open gras- en landbouwgebieden van Europa en aangrenzende delen van Azië.

## Uiterlijke kenmerken
De haas is een grote haasachtige met een langwerpig lichaam, zeer lange oren en lange poten. De achterpoten zijn langer en krachtiger dan de voorpoten. Iedere poot heeft vijf tenen en behaarde zoolkussens.
De Europese haas heeft een grijzig geel- tot roestbruine vacht, die dient als camouflage. De onderzijde is grijzig wit van kleur. Er zijn echter vele kleurvarianten bekend, waaronder zandkleurig, albino of geheel zwart. Jonge dieren hebben vaak een witte vlek op de kop. De bovenzijde van het korte staartje ("pluim") is zwart van kleur, de onderzijde wit. De lange oren ("lepels") zijn grijs met een zwarte punt. De haas ruit twee keer per jaar, in de lente en in de herfst. De zomervacht is lichter van kleur dan de meer rossige wintervacht. Dieren uit warmere en meer open streken hebben een lichtere vachtkleur dan dieren uit koudere en meer beboste streken. De vacht is dicht en zacht en bestaat uit drie haartypen: een ondervacht met haren van 15 mm, donsharen van 24 tot 27 mm en dekharen van 32 tot 35 mm. De ogen zijn groot en goudbruin en worden omringd door lichtere vacht.
Het vrouwtje heeft zes mammae.

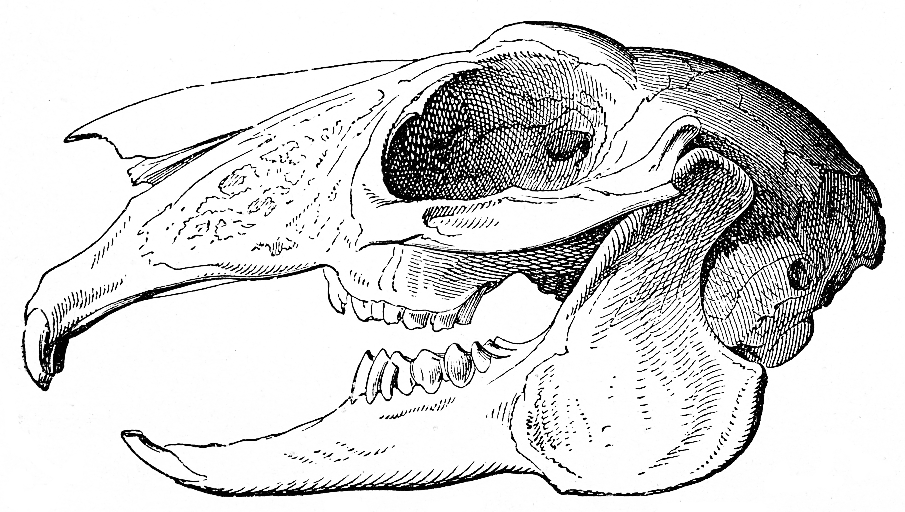
Schedel van de haas

Oppervlakkig lijkt een haas op het konijn, maar hij is groter, met in verhouding grotere oren met zwarte uiteinden en langere ledematen. Ook beweegt een haas zich meer met sprongen voort. Van de sneeuwhaas onderscheidt hij zich door de meer gele vacht, de meer donkere bovenzijde van de staart en de langere oren.

### Zintuigen
De grote oren, ze worden lepels genoemd, zorgen voor een uitstekend gehoor. Ze kunnen onafhankelijk van elkaar bewegen en kunnen zo van iedere richting geluid opvangen. Een haas kan zijn oren 190° naar buiten draaien. Naast het scherpe gehoor heeft de haas ook een sterk ontwikkelde reukzin om vijanden te kunnen waarnemen en de geur van bronstige vrouwtjes op te pikken. Door voortdurend te snuffelen vangt de haas de gehele tijd geuren op. De zijwaarts geplaatste ogen zorgen voor een blikveld van 360°. Voor en achter hem is er dus overlap, en de haas hoeft zijn hoofd niet te bewegen om zijn omgeving te kunnen zien. Enkel vlak voor en vlak achter hem bevindt zich een dode hoek. De haas kan echter slecht diepte inschatten. Langs de neus bevinden zich snorharen van zo'n tien centimeter lang.

### Afmetingen
De haas heeft een kop-romplengte van 48 tot 73 centimeter, een schouderhoogte van 30 centimeter en een lichaamsgewicht van 2500 tot 7000 gram. Het mannetje ("rammelaar" of "ram") is ongeveer vijf procent zwaarder dan het vrouwtje ("moer" of "moerhaas"). De staart is ongeveer 7 tot 13 centimeter lang, de oren 7,9 tot 14 centimeter en de achtervoetlengte bedraagt 11,5 tot 17 centimeter. De afmetingen verschillen per leefgebied: in het mediterrane gebied worden hazen zelden zwaarder dan drie kilogram, terwijl ze in Hongarije regelmatig een gewicht van zo'n zes kilogram bereiken.

## Sporen

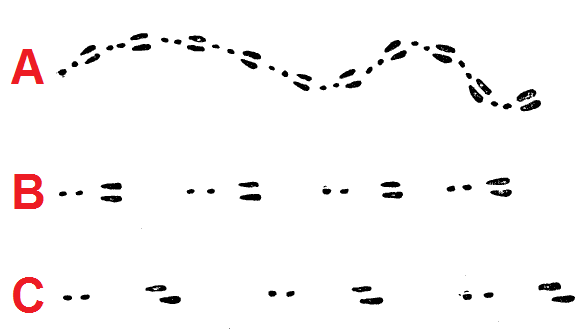
Sporen van de haas

De pootafdrukken van een haas zijn 30 tot 35 millimeter breed. De afdruk van de voorvoet is ongeveer 40 millimeter lang, die van de achtervoet 60 millimeter. Tussen twee afdrukken zit een afstand van enkele decimeters tot zo'n 3,5 meter. De pootafdrukken zijn, door de sterke beharing van de poten, vrij onduidelijk, maar soms zijn de vier tenen zichtbaar. Aan de afstand en het patroon van de sporen kan worden afgeleid wat de loopsnelheid was, zoals rechts is afgebeeld. De sporen van een foeragerende haas (A) staan dichter bij elkaar dan een normaal loopspoor (B) of een vluchtende haas (C).
De keutels (boonsel) van een haas zijn licht- tot geelbruin of donkergroen tot zwart van kleur, en rond en licht afgeplat van vorm, soms met een punt. Een keutel heeft een doorsnede van zo'n 20 millimeter. De keutels van een haas zijn over het algemeen lichter van kleur, groter, meer afgeplat en vezelrijker dan die van een konijn.
Een herkenbaar spoor is het "leger", het nest van een haas. Dit is een simpel ondiep kuiltje in het open veld of onder begroeiing. Tijdens de rui, in de lente en de herfst, bevindt zich haar in het leger. Een ander herkenbaar spoor zijn de vaste paden, wissels, die lopen over het platteland en door openingen in hagen.

Sporen
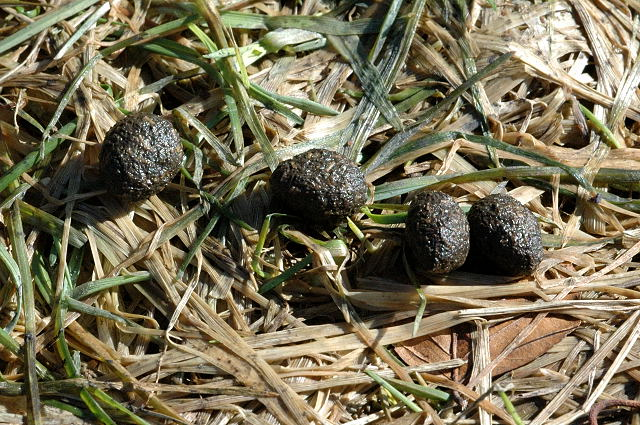
Keutels van een haas
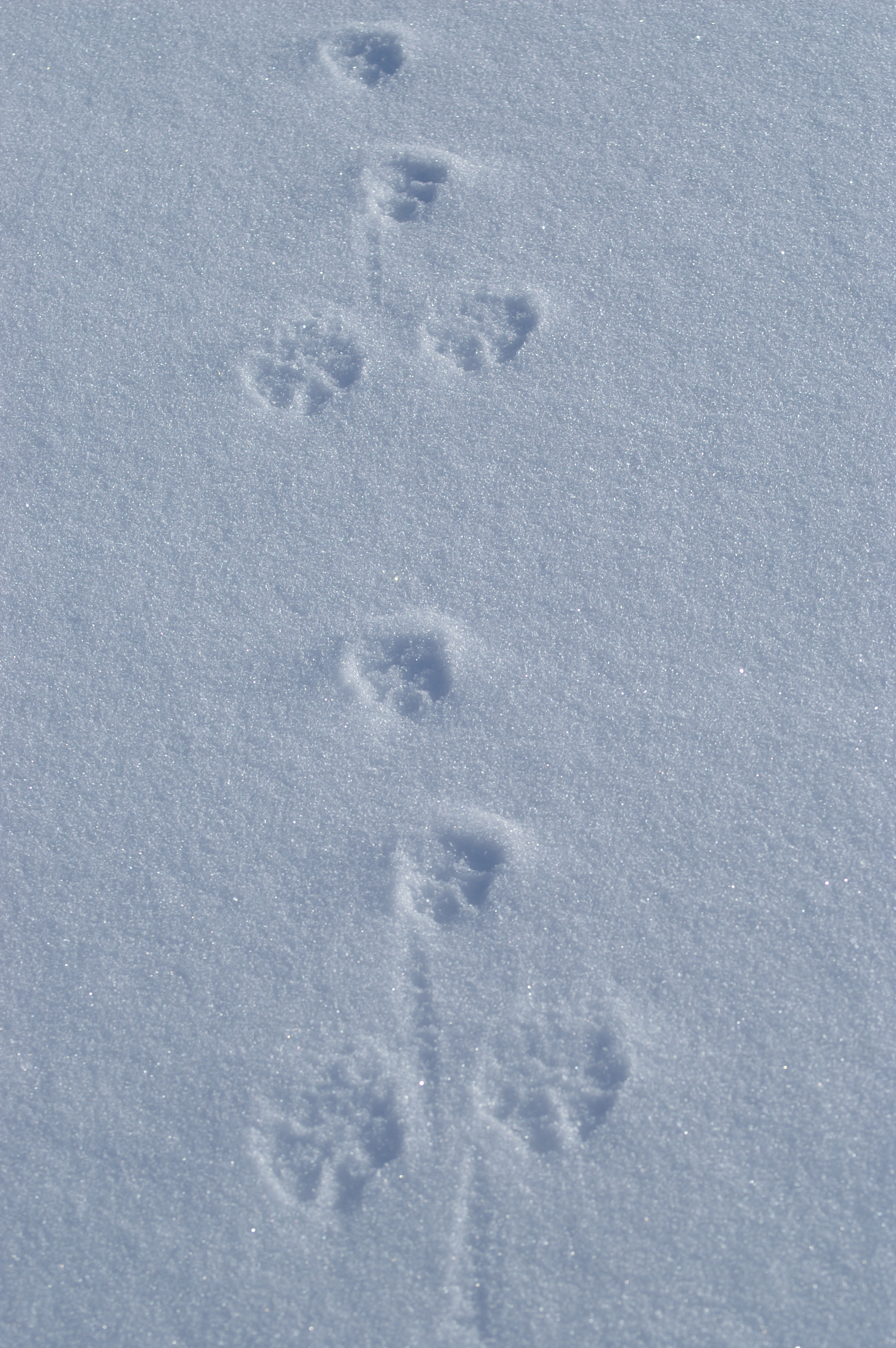
Sporen in de sneeuw
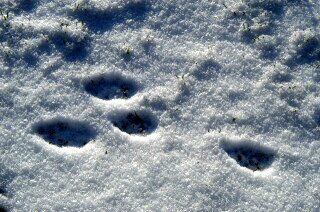
Sporen in de sneeuw
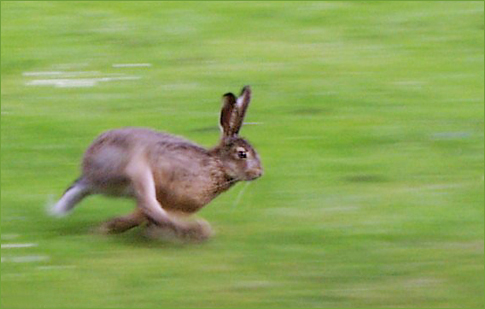
Een rennende haas laat andere sporen na.

## Verspreiding en leefgebied

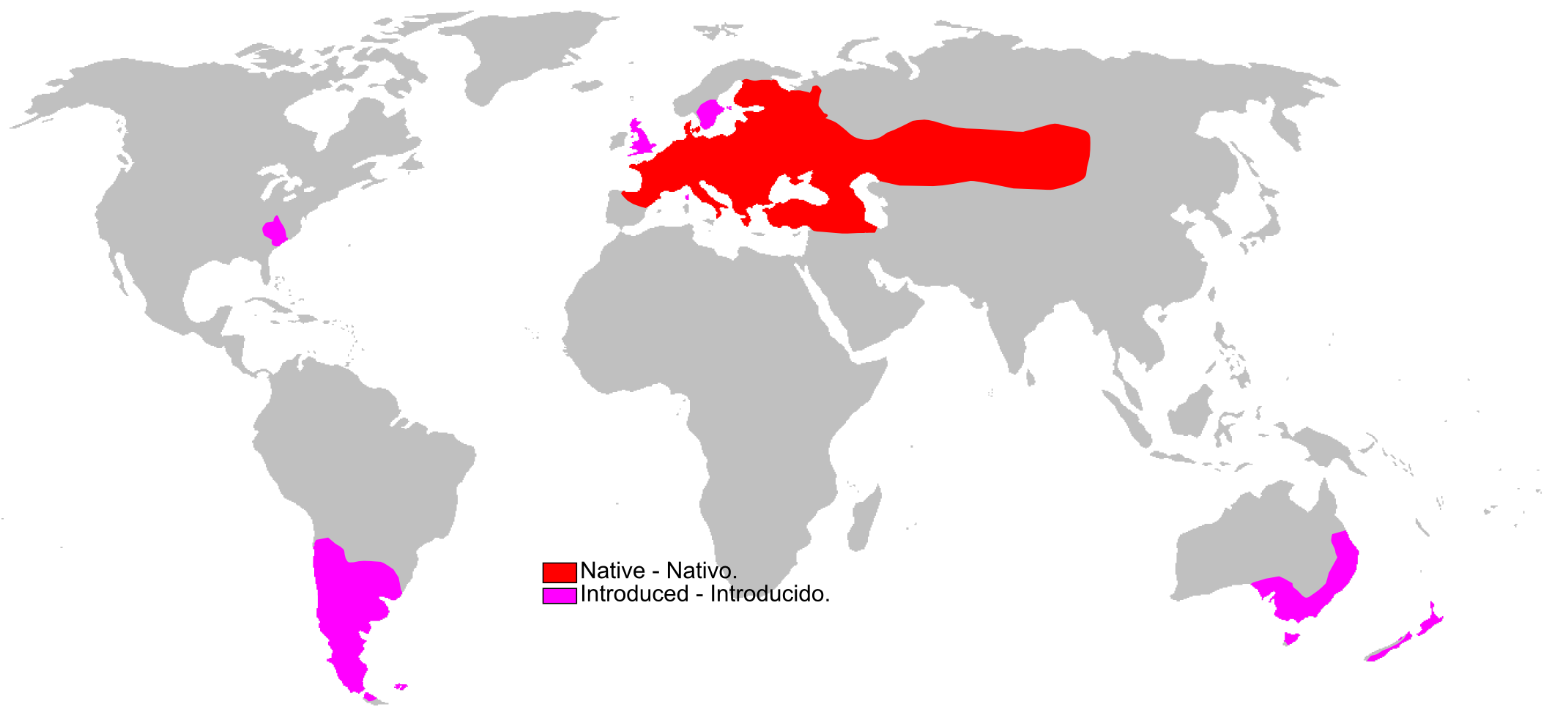
Verspreidingsgebied van de haas
Oorspronkelijk verspreidingsgebied
Gebieden waar de haas geïntroduceerd is

De haas kan overal worden aangetroffen, zowel in open als in bosachtige streken en van drassige gebieden tot in halfwoestijnen. Hij wordt voornamelijk aangetroffen in gematigde open en half-open grasvelden als (cultuur)steppen en weilanden, soms ook in lichte loofbossen. Hij heeft een voorkeur voor grotere grasvlakten. Ook beschutte plaatsen, zoals hoog gras, houtwallen, bosschages, bosranden, heggen met ondergroei en ruige oevers, zijn vereist. Hij komt het liefst in laagland of het voorgebergte voor, maar hij kan in de Schotse Hooglanden worden waargenomen op 500 meter, in de Alpen tot 1500 meter hoogte, in de Pyreneeën nog hoger en in de Kaukasus zelfs tot 2000 meter hoogte. De haas mijdt koude en vochtige bossen en naaldwouden.
De haas komt oorspronkelijk voor in een groot gedeelte van Europa, met uitzondering van het grootste gedeelte van het Iberisch Schiereiland (hij komt hier enkel voor in het noorden van Spanje), IJsland, Ierland (waar hij is uitgezet), de meeste eilanden in de Middellandse Zee (hij komt wel voor op Corsica, Elba en de meeste Griekse eilanden), Noord-Rusland en het grootste deel van Scandinavië, waar hij enkel voorkomt in Zuid-Zweden en -Finland. Buiten Europa komt hij voor van Turkije tot Israël, Syrië, Noord-Irak en Iran en in West-Siberië. In Nederland kan de haas in alle provincies worden aangetroffen, evenals op verscheidene Waddeneilanden, waar de soort in de twintigste eeuw is uitgezet.
De haas wordt gezien als een cultuurvolger, die heeft weten te profiteren van de komst van de landbouw. Waarschijnlijk kwam de haas eerst enkel voor op de Midden- en Oost-Europese steppen, en heeft hij met de komst van de landbouw het grootste deel van Europa weten te veroveren. Mogelijk is het dier in de Romeinse tijd uitgezet in Groot-Brittannië, aangezien er hier tot de Romeinse tijd geen sporen van de haas zijn aangetroffen.
De soort is als jachtwild uitgezet in Ierland, Australië, Nieuw-Zeeland, Noord-Amerika, Chili en Argentinië, de Falklandeilanden, Barbados en Réunion. In Noord-Amerika is de soort ingevoerd in 1893 in Dutchess County, New York. Van daaruit heeft hij zich verspreid over New York en New England westwaarts tot de Grote Meren. Het is hier de grootste hazensoort.
Op het Iberisch schiereiland wordt de Europese haas vervangen door de Iberische haas (Lepus granatensis) en in het noordwesten van het schiereiland door de Cantabrische haas (Lepus castroviejoi). In Zuid-Italië en Sicilië leeft de verwante Corsicaanse haas (Lepus corsicanus). In Zuid-Scandinavië en in de Alpen overlapt het leefgebied met dat van de sneeuwhaas (Lepus timidus).
In Afrika en op het Arabisch schiereiland leeft de Kaapse haas (Lepus capensis). De Europese haas werd in het verleden vaak als een ondersoort van de Kaapse haas beschouwd. Op plaatsen waar de verspreidingsgebieden van de twee soorten overlappen zijn de twee lastig van elkaar te onderscheiden, waardoor verscheidene zoölogen meenden dat de twee tot dezelfde soort behoorden. Later onderzoek toonde echter aan dat er wel degelijk een scherpe overgang bestaat tussen de grotere Europese en de kleinere Kaapse haas in het Midden-Oosten. Dezelfde groep wordt in Ethiopië vertegenwoordigd door de Ethiopische hooglandhaas (L. starcki) en in de woestijnen en steppes van Azië door Lepus tibetanus en de Tolaihaas (L. tolai). Alle genoemde soorten zijn lange tijd tot de Kaapse haas gerekend. Ze worden nu tot de ondergeslachten Eulagos en Proeulagus gerekend.

## Gedrag

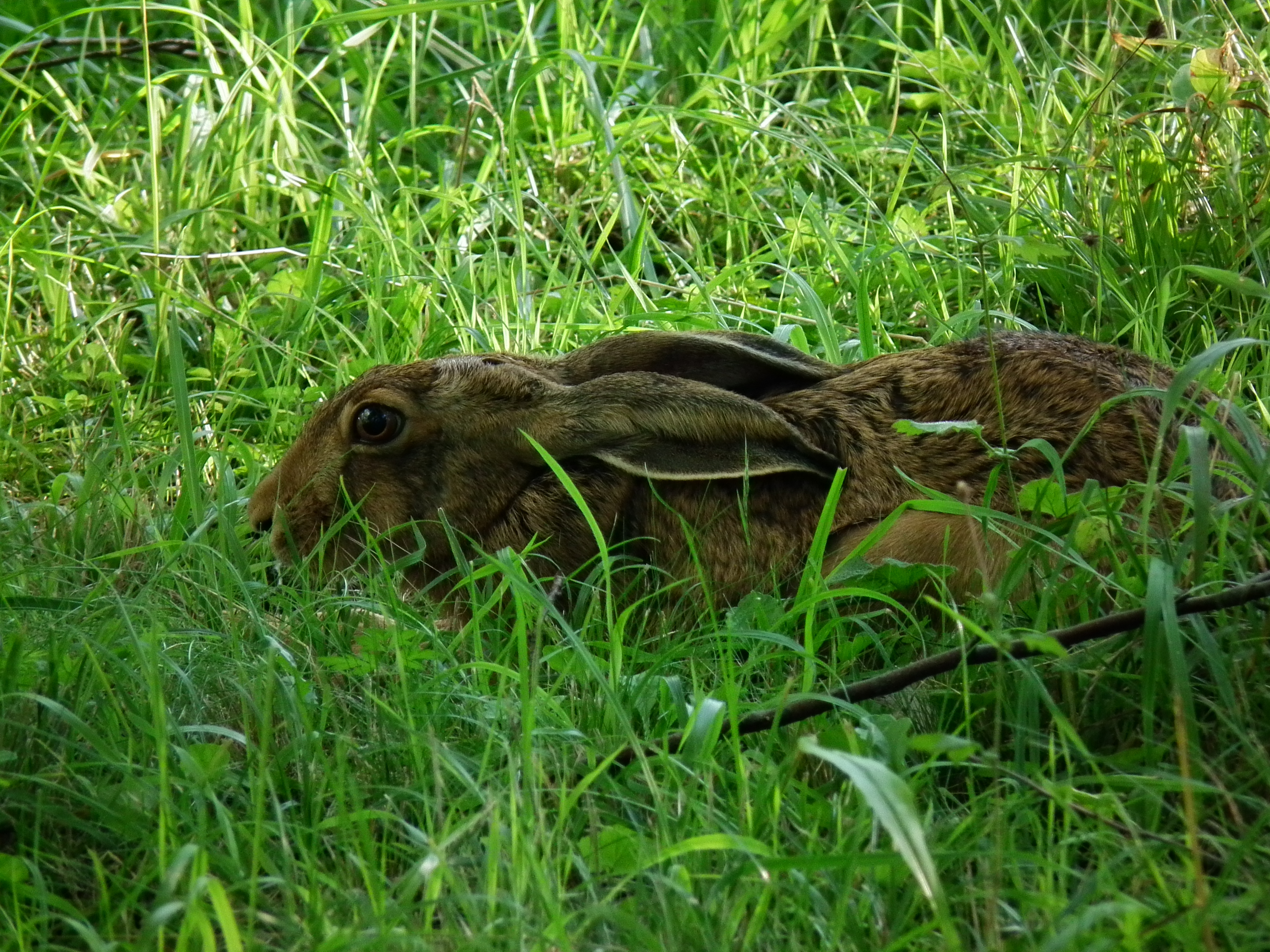
Een haas drukt zich plat tegen de grond en houdt de oren tegen het lichaam.

De haas is min of meer een nachtdier. Overdag is hij slechts mondjesmaat actief, maar op warme zomerdagen is hij ook later op de ochtend en vroeger op de avond al actief. Hij ligt overdag meestal platgedrukt tegen de grond, voor of in zijn leger. Wanneer hij voor zijn leger ligt, verstopt hij zich vaak in nabijgelegen groeven. Het leger bevindt zich meestal op een zonnige, doch beschutte plaats en is zelfgegraven. Als een haas in een leger ligt, zijn meestal enkel zijn kop en rug zichtbaar. De achterzijde ligt in het diepste deel van het leger. Hier houdt hij een slaap, die zo licht is dat de haas door ieder geluid of trilling van de bodem wordt gewekt. Een slaapperiode is zeer kort, zelden meer dan een paar minuten. Vaak gebruikt een haas meerdere malen dezelfde legers, tenzij deze verstoord zijn.
Na het vallen van de avond wordt hij actief. Hij kan dan verscheidene kilometers afleggen op zoek naar foerageer- en verzamelgebieden. In Noordoost-Schotland trekt de haas echter ongeveer 1700 meter per dag van de slaapplaats naar de foerageergebieden. Hij maakt hierbij gebruik van vaste paden en wissels.
De haas beweegt zich voort met een huppelende beweging, waarbij de achterpoten voor de voorpoten worden gezet. Hij maakt hierbij sprongen van maximaal 1,2 meter. Het is een goede zwemmer en deinst er niet voor terug een rivier over te steken.
De haas zal bij zijn leger de geurige uitscheiding uit de klieren in zijn mondhoeken verspreiden over zijn lichaam door eerst zijn poten langs de wangen en oren te wrijven en daarna over de rest van het lichaam.

### Voedsel
De haas is een planteneter. Hij leeft voornamelijk van grassen en kruiden als klaver, kruisbloemigen en paardenbloemen, aangevuld met knoppen, zaden, twijgen, wortels en landbouwgewassen als bieten, koolplanten, wortelen en granen. Daarnaast eet hij ook schors, paddenstoelen en vruchten als appels en bessen. De haas heeft een voorkeur voor wilde kruiden boven gecultiveerde. 's Zomers eet hij voornamelijk kruiden, wortels en scheuten, 's winters voornamelijk grassen, knollen, kool, knoppen, zaden en twijgen. In strenge winters eet hij tevens schors. Hierbij kunnen ze veel schade toebrengen aan jonge bomen. Ook eet de haas zijn eigen uitwerpselen (coprofagie) om proteïnen en vitaminen binnen te krijgen. Hij zou ook soms aas eten, in voedselarme seizoenen en zeer strenge winters. Zo hebben de Franse biologen D. en S. Simon gezien hoe meerdere hazen aten van de kadavers van koeien.
Met de tanden wordt het voedsel afgesneden. Hij kauwt langere tijd op het voedsel voordat hij het inslikt. De haas drinkt slechts zelden en haalt het meeste vocht uit zijn voedsel.

### Sociaal gedrag en leefgebied
De haas heeft een actieradius van ongeveer 300 hectare, gelegen rond zijn voornaamste leger. Binnen deze actieradius liggen ook andere legers en verscheidene latrines, vaste foerageerplaatsen, plaatsen om te zonnen en vaste paden, die hij markeert met een uitscheiding uit de wang- en anaalklieren. Hij is zeer honkvast en raakt buiten zijn vertrouwde leefgebied in stress.
De haas leeft voornamelijk solitair. Binnen de actieradius wonen vaak ook andere hazen, die elk hun eigen plek hebben binnen het gebied waar ze de meeste tijd doorbrengen. 's Winters heeft de haas een grotere actieradius dan zomers, en beslaat het meer bebost gebied. De grenzen van het woongebied worden afgebakend met geurvlaggen, die hij aanbrengt door met zijn kin langs lage takken te wrijven.
De haas is niet territoriaal en duldt soortgenoten naast zich. Ze vertrouwen echter geen vreemde hazen, en nachtelijke ontmoetingen dienen om dieren met elkaar bekend te maken. Soms leven hazen in tijdelijke groepjes naast elkaar tijdens het foerageren, voornamelijk in de avond. Dit groepsgedrag heeft tot voordeel dat iedere haas meer energie aan eten en minder energie aan mogelijk gevaar hoeft te besteden. Binnen deze groepjes heerst een hiërarchie, waarbij de seksen niet gescheiden zijn. In de paartijd leven de hazen in grotere groepen. In Polen is een bevolkingsdichtheid gemeten van één haas per 2,4 tot 5,5 hectare, in het Verenigd Koninkrijk van één haas per 2 tot 4 hectare.
De haas blijft meestal zijn hele leven in het gebied waar hij is geboren. Hij zal het gebied enkel tijdelijk verlaten als in zijn woongebied geen vrouwtjes of voedsel te vinden is, en permanent als hij voortdurend verstoord wordt.

### Voortplanting

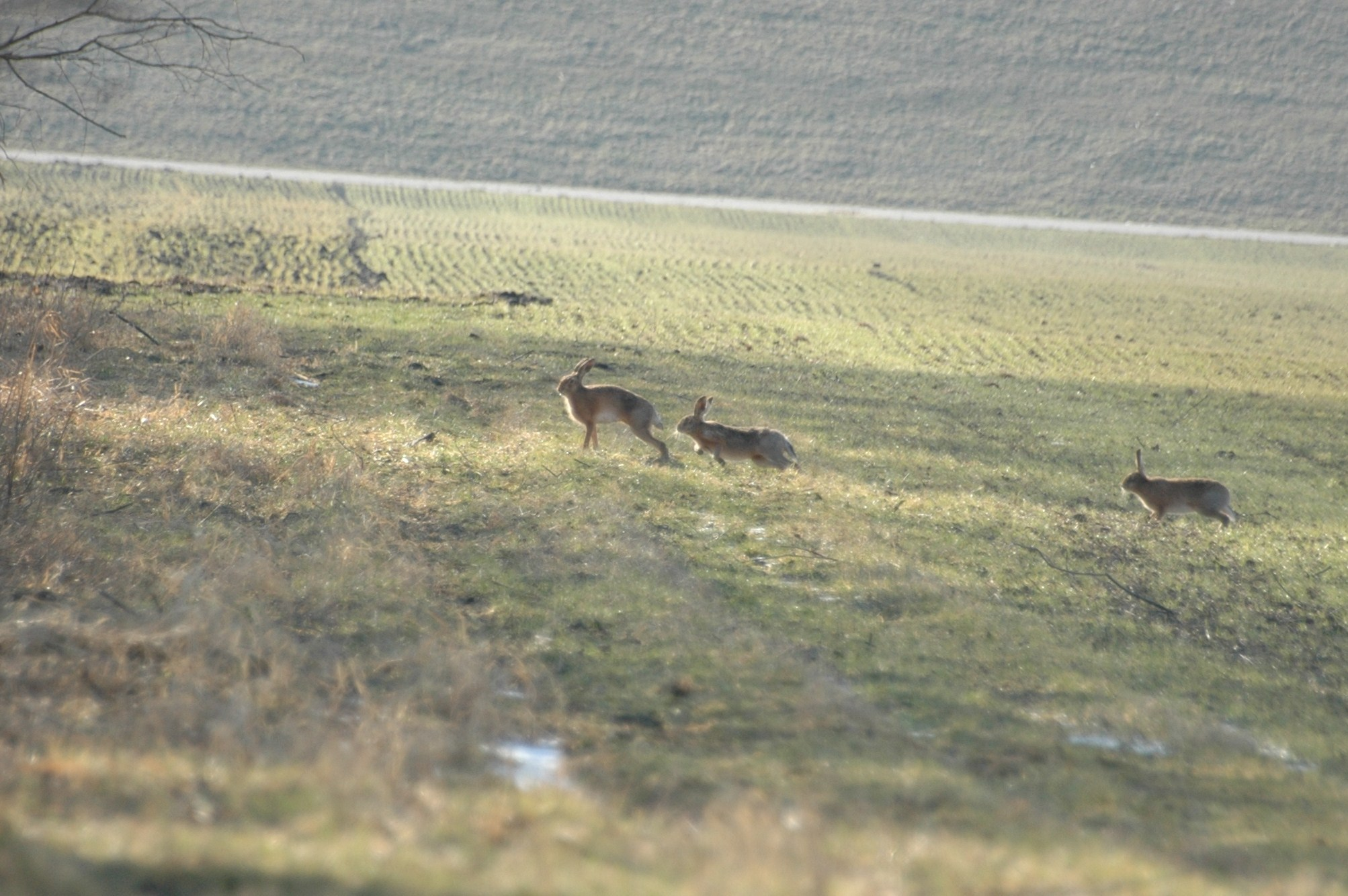
In de voortplantingstijd leven hazen in groepen.

#### Rammeltijd
De paartijd wordt bij hazen rammeltijd genoemd en begint in december/januari en kent een piek tussen februari en april. Meestal eindigt de rammeltijd in juli of september, maar tot in de winter komen paringen voor. Waarschijnlijk onder invloed van de veranderende lichtintensiteit worden hormonale klieren in de hersenen geactiveerd, die de geslachtsklieren van de haas beïnvloeden. De zaadballen van de ram dalen af vóór de penis. 's Winters liggen deze verborgen in een plooi in de buik, waardoor mannetjes en vrouwtjes slecht van elkaar te onderscheiden zijn.
De rammen komen in de rammeltijd op de moerhazen af en verzamelen zich in kleine groepjes. Ze ruiken onder de staart van de moer de geurstoffen uit klieren om te bepalen of ze bronstig, ontvankelijk is. Een moerhaas heeft gedurende de rammeltijd een cyclus van zes weken, waarin ze slechts op één dag enkele uren ontvankelijk is.
Mannetjes zijn in de rammeltijd zeer agressief. Als meerdere rammelaars op een moerhaas afkomen zullen zij vechten om het recht om te paren. Hierbij gaat het er soms fel aan toe. Staand op hun achterpoten delen ze flinke klappen en schoppen uit, hierbij zowel gebruikmakend van voor- als achterpoten, waardoor het wat weg heeft van een kickboksgevecht. Met de nagels trekken ze plukken haar uit de vacht van de tegenstander. Mannetjes houden vaak beschadigde oren en staarten en bijt- en krabwonden over aan de gevechten. Ook vinden er tijdens de gevechten achtervolgingen plaats, wordt er gegromd en maken de hazen hoge luchtsprongen. Deze gevechten kunnen een dodelijke afloop hebben: als een mannetje erin slaagt over zijn concurrent heen te springen en hem daarbij met beide achterpoten tegelijk ter hoogte van de nek raakt, kan dit de concurrent doden.
's Ochtends verzamelen meerdere mannetjes, tot veertien rammen, zich om een moerhaas. De dominante ram gaat af en toe naar het vrouwtje toe en besnuffelt haar neus. Dit gedrag, waarbij geurstoffen worden uitgewisseld, bevordert de ovulatie. Hierna richt het mannetje zich op de achterpoten en slaat met zijn voorpoten in de lucht. Als het vrouwtje ontvankelijk is, zal zij het gedrag imiteren, zonder het mannetje aan te raken. Ze zal het mannetje echter nog steeds van zich afslaan als hij haar van achteren benadert. Bij inmenging van een ander mannetje in het ritueel zal er commotie ontstaan tussen de aanwezige mannetjes, waarbij er weer boksgevechten uitbreken.
Na een tijdje zal de moerhaas, die de gehele tijd stil op de grond lag, plotseling wegrennen, waarna ze zal worden achtervolgd door de rammen. Tijdens de achtervolging zal ze de meeste rammen van zich afschudden, tot er nog één overblijft. Pas wanneer de overgebleven ram (waarschijnlijk die met de beste conditie) zijn vasthoudendheid heeft bewezen zal zij stoppen met rennen. Hierna kan de copulatie volgen. Als de moerhaas echter niet ontvankelijk is, zal ze de ram met schoppen en slagen op een afstand houden. De copulatie zelf duurt niet langer dan 30 seconden.
In Zweden (waar de haas is uitgezet) overlappen de leefgebieden van de hazen en sneeuwhazen, wat tot kruisingen leidt met onvruchtbare bastaarden als resultaat.
De gedragingen van de hazen zijn in het vroege voorjaar zó wild en onvoorspelbaar dat men, vanwege de dolle capriolen, de uitdrukking "as mad as a March hare" kent. De uitdrukking werd al in 1500 voor het eerst gedrukt aangetroffen als "braynles as a Marshe hare", maar lijkt veel ouder te zijn. Sir Thomas More schrijft rond 1530 in zijn The supplycacyon of soulys de eerste letterlijke bewering dat hazen in het voorjaar "gek" zouden zijn. In het boek heet het "As mad not as a march hare, but as a madde dogge".
In het Nederlands bestaat de uitdrukking niet. Men kent wel de absurde figuur met die naam uit Lewis Carrolls "Alice in Wonderland".

#### Jongen

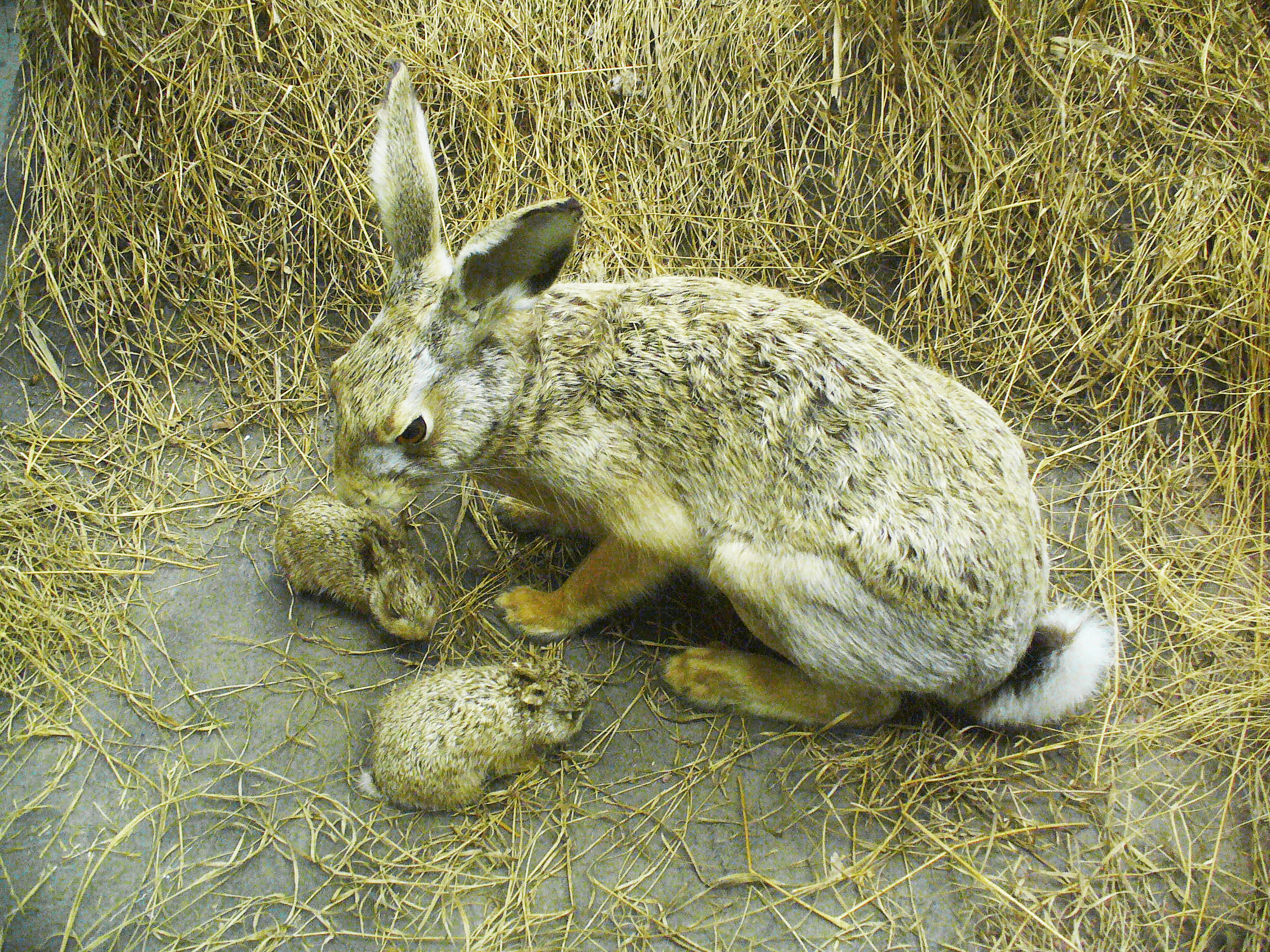
Een vrouwtje met jongen, afgebeeld zijn opgezette exemplaren uit het Staatliches Museum für Naturkunde te Karlsruhe.

De haas krijgt meestal één tot drie, maximaal vier worpen per jaar. De haas kent "superfoetatie"+ het vrouwtje kan nog tijdens de dracht, vier dagen voor de worp, weer gedekt worden. Na een draagtijd van 41 tot 44 dagen worden gemiddeld twee tot vijf jongen geboren (minimaal één, maximaal zes), in een vers leger, droog en tegen de wind beschut tussen hoog gras of onder het struikgewas. Per jaar werpt een geslachtsrijpe moerhaas gemiddeld tien à elf jongen. Worpen die vroeg of laat in het jaar plaatsvinden zijn meestal kleiner. Noordelijk levende hazen hebben minder, maar grotere worpen, dieren uit het Middellandse Zeegebied hebben juist meer, maar kleinere worpen.
De jongen zijn nestvlieders en kunnen zich al direct tot enkele uren na de worp zelfstandig voortbewegen. Ze worden met geopende ogen en grijsbruine, wollige vacht geboren en wegen bij de geboorte 90 tot 150 gram (gemiddeld 110 gram). Ze hebben korte oortjes en een ronde snuit. Pasgeboren haasjes zijn geheel geurloos, zodat roofdieren als vossen ze niet kunnen ontdekken. De eerste twee à drie dagen blijven de jongen bij elkaar, maar hierna zoekt ieder jong zijn eigen ondiepe legertje waar hij zich de gehele dag in verbergt.
Enkel het moederdier zorgt voor de jongen, maar zij laat ze het grootste deel van de dag alleen. Hierdoor geeft ze haar geur niet over aan de jongen, en kunnen ze onopgemerkt voor roofdieren blijven. Als het vrouwtje de jongen wil verzamelen geeft ze een laag, op een hoorn gelijkend geluid. Meestal gebeurt dit drie kwartier tot een uur na zonsondergang. De jongen verzamelen zich dan, meestal op de plek waar ze geboren zijn, en worden vijf minuten lang gezoogd. Als alle jongen gezoogd zijn laat het vrouwtje ze weer alleen en zoeken de jongen hun legertje weer op. De jongen worden minstens 23 dagen lang gezoogd, de laatste worp vaak zo'n drie maanden. Na een week eten de jongen hun eerste vaste voedsel, meestal gras of jonge planten, en na vier tot vijf weken schakelen de meeste jongen over op vast voedsel.
Het jong zal voor de eerste keer ruien als het ongeveer 900 gram weegt. Na gemiddeld vier weken zijn de jonge hazen zelfstandig. Ze groeien vrij snel: na anderhalve maand wegen ze zo'n 1800 gram, tien keer zo zwaar als bij hun geboorte, en na twee en een halve maand zo'n 2600 gram. Na honderdvijftig dagen tot negen maanden zijn ze op volwassen gewicht, zo'n vier kilogram. Mannetjes zijn geslachtsrijp na zes tot twaalf maanden, vrouwtjes na zes tot acht maanden.

### Levensverwachting en verdediging

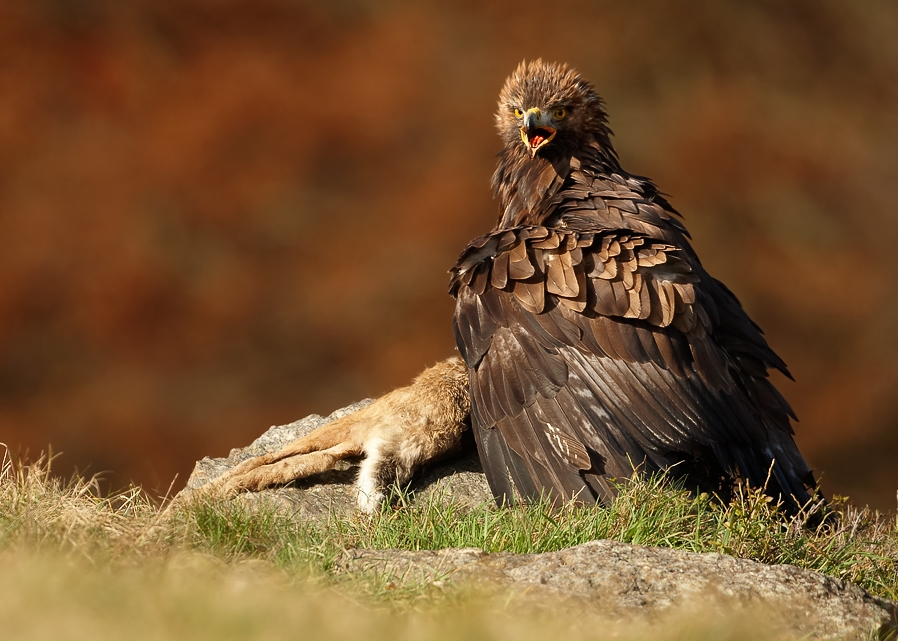
Een steenarend met een buitgemaakte haas

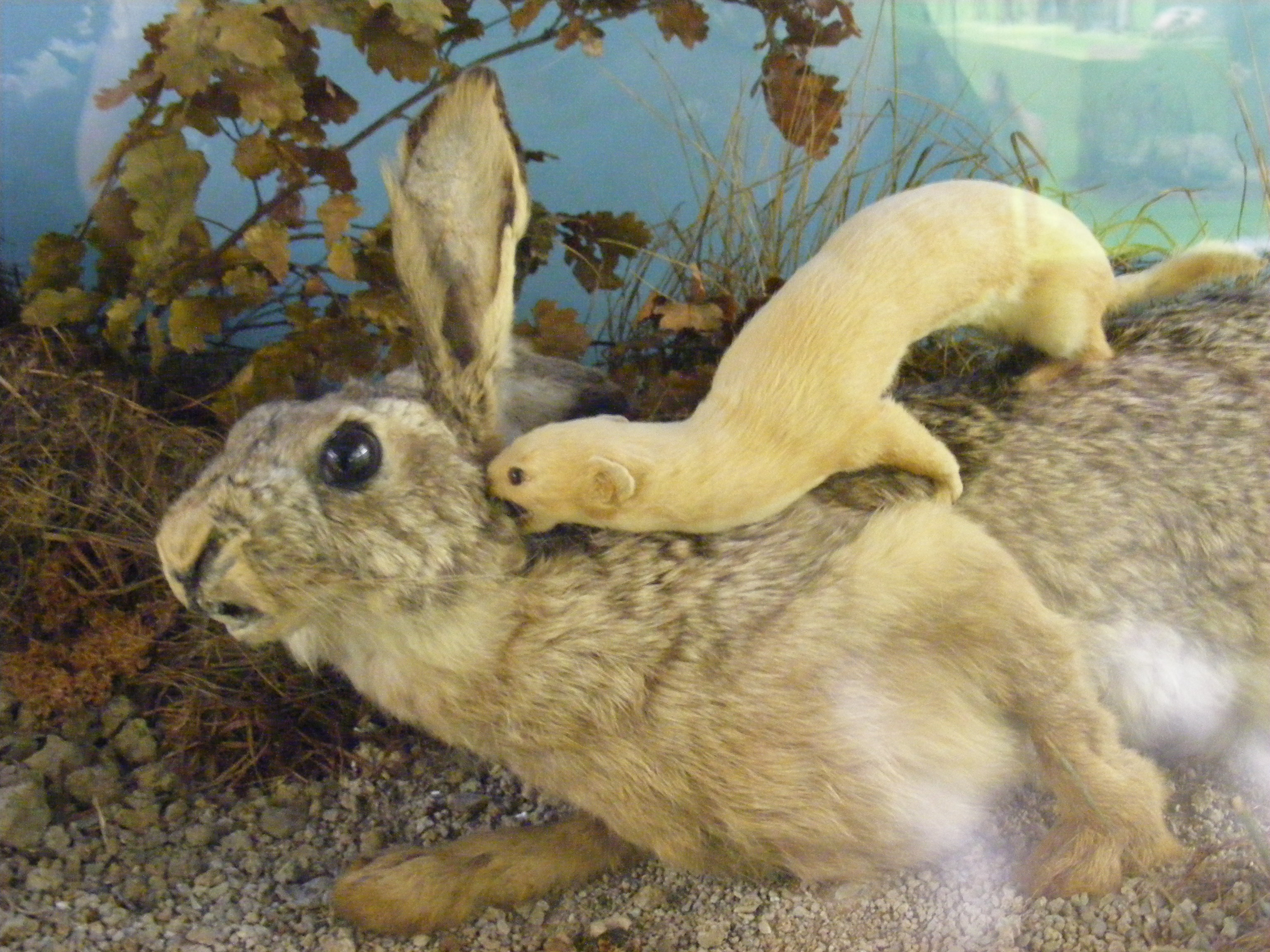
Een haas wordt aangevallen door een wezel, afgebeeld zijn opgezette exemplaren.

De haas wordt maximaal dertien jaar oud in gevangenschap, maar meestal vier tot zeven jaar in het wild. De oudst bekende wilde haas was een exemplaar uit Polen dat een leeftijd bereikte van 12,5 jaar. In Polen haalt echter slechts 6% de 5,5 jaar. Veel dieren sterven in het eerste jaar; het overlevingspercentage in het eerste jaar is slechts 15 procent. Veel jongen overleven de eerste winter niet. Ook zijn jonge hazen zeer gevoelig voor nat weer en vele dieren zullen bij aanhoudende regenbuien sterven. In Nederland is de gemiddelde levensverwachting iets meer dan een jaar.
Er zijn verschillende dieren die jagen op de haas en daarnaast kent de haas verschillende parasieten. Voorbeelden van belangrijke predatoren zijn de vos, de lynx, de wolf, verschillende soorten marterachtigen, uilen als de oehoe en roofvogels als de buizerd. Alleen de lynx en de wolf zijn echter in staat om volwassen, gezonde hazen te vangen, de andere dieren zijn niet snel genoeg en leven voornamelijk van zieke en jonge dieren. Een volwassen haas heeft in landen waar de lynx en de wolf ontbreken nauwelijks natuurlijke vijanden. De haas wordt wel veelvuldig bejaagd door de mens. Het is dan ook een favoriet jachtdier, zie ook onder jacht.
Overdag vertrouwt de haas op zijn schutkleur. Platgedrukt tegen de grond, met de oren op zijn rug lijkt de haas op een kluit aarde en is hij makkelijk over het hoofd te zien. Hij is waakzaam en zeer schuw en onderbreekt zijn slaap bij het geringste geluid of een onbekende geur. Het leger is vaak zo aangelegd dat hij met zijn neus tegen de wind in ligt. Zijn continu snuffelende neus ruikt op deze manier direct onraad. Tijdens zijn actieve periode, 's nachts en in de schemering, is hij eveneens waakzaam. De haas zit vaak rechtop ("maakt hij kegel") om op gevaar te letten en tijdens het foerageren houdt hij zelden zijn kop langere tijd omlaag.
Als de haas een vijand ontdekt drukt hij zich plat tegen de grond, vertrouwend op zijn schutkleur. Pas als de rover te dichtbij komt zal hij plotseling hard wegrennen, waardoor het roofdier even schrikt. Hierna vlucht hij zigzaggend weg, met "slagen" of "haken", hoeken van 90° in zijn loop. De staart wordt omlaag gehouden, waardoor de witte onderkant verborgen blijft. Hij kan tijdens de vlucht sprongen maken van 3,7 meter lang of 1,5 meter hoog en snelheden tot 75 kilometer per uur halen. Hij steunt hierbij uitsluitend op de zoolkussens van zijn voeten. Over een afstand van een halve kilometer werd een gemiddelde snelheid van 50 kilometer per uur gemeten. De haas is hiermee een van de snelste kleinere zoogdieren. Om achtervolgers te misleiden zal hij regelmatig na een slag over zijn eigen sporen terugrennen of in het water springen om zijn sporen te verdoezelen. Meestal weet hij op deze manier een vos of een ander roofdier af te schudden. Een haas in het nauw kan een hevig gevecht leveren met vijanden als vossen en jachthonden.
Hoewel de haas overwegend zwijgend door het leven gaat kan het dier bij angst of verwonding erbarmelijk gillen. Als waarschuwing maakt hij een knarsend geluid met zijn tanden.

## Bedreiging door de mens
De haas is een algemeen voorkomend zoogdier met een groot verspreidingsgebied. De meeste subpopulaties zijn op dit moment veilig en de haas wordt niet als bedreigd beschouwd. Toch is er bij sommige subpopulaties, zoals in Groot-Brittannië, Zwitserland en Nederland een lichte achteruitgang geconstateerd. Zo daalt vanaf 1970 het aantal hazen in Nederland. Van het aantal hazen in Nederland in 1997 was in 2004 ongeveer 73% over.
Een belangrijke bedreiging voor de haas vormt de moderne landbouw. De meer intensieve landbouw en monoculturen zorgt voor het verdwijnen van hagen en houtwallen en minder variatie in wilde planten. De haas wordt gedwongen zich te voeden met stikstofrijk weilandgrassen en akkergewassen, terwijl hij ingesteld is op gevarieerd, stikstofarm voedsel. Omdat 's winters alles wordt geoogst is er niets meer te eten voor hazen. Veel dieren sterven ook door pesticiden en herbiciden (zowel direct, als Paraquat, als indirect door voedselgebrek), en ongelukken met landbouwmachines als maaimachines. Ook sterven veel dieren door het verkeer.
Een andere mogelijke reden voor de achteruitgang is EBHS (European Brown Hare Syndrome). In sommige gebieden in Europa was 75% van alle hazen gestorven aan deze ziekte.

### Jacht
De haas is een favoriet jachtdier, dat zowel voor de bescherming van de populatie, voor het voedsel als ter bestrijding (hij wordt als schadelijk beschouwd omdat hij schade kan toebrengen aan gewassen) wordt bejaagd. De prehistorische mens jaagde al op de haas, getuige de vondst van hazenbotten in de grot van Birsmatten, Zwitserland, die tussen 7000 en 4000 v.Chr. bewoond werd door mensen. De haas wordt tegenwoordig voornamelijk met een jachtgeweer bejaagd, maar in het Verenigd Koninkrijk voornamelijk met jachthonden als beagles en greyhounds. In Nederland is de hazenjacht geopend van 15 oktober tot en met 31 december. De haas wordt door middel van drijfjacht of op de voet bejaagd, waarbij de jager vergezeld wordt door een jachthond.
De jacht wordt niet gezien als een belangrijke oorzaak van achteruitgang in de hazenpopulatie.

## Haas in legenden, verhalen en bijgeloof

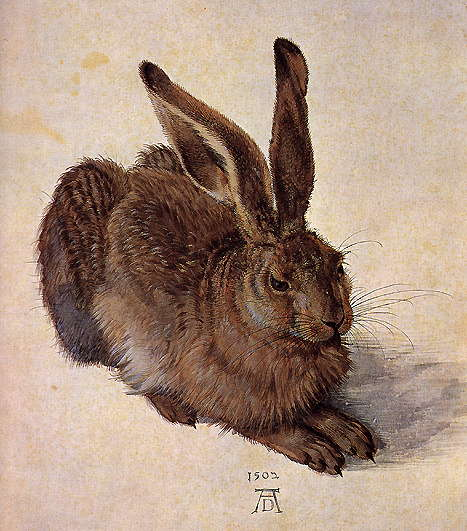
Waterverftekening uit 1502 van een jonge haas door Albrecht Dürer

De haas komt veelvuldig in bijgeloof voor. In sommige gebieden geloofde men dat je het ongeluk kon bezweren door een steentje te gooien tegen het achterlijf van een haas, mocht deze je pad kruisen. Een haas ontmoeten op een ochtend in mei zou ongeluk brengen. Hiervoor was ook een bezweringsritueel waarbij men over de schouder moest spugen en bezwerende woorden moest uitspreken.

De as van verbrande hazenharen zouden ook werken tegen allerlei kwalen en ziekten. In de leer van de emblemata staat de haas voor geilheid (vooral in de Romeinse tijd) en voor de duivel (in de christelijke middeleeuwen). Een haas met een geweer die zèlf op jacht gaat is een populair symbool voor "de omgekeerde wereld".
De haas vormt de basis voor de paashaas, de haas die met Pasen versierde eieren verstopt in tuinen zodat kinderen deze kunnen zoeken.
De haas speelt de hoofdrol in verscheidene fabels, waaronder De haas en de schildpad van Aesopus. Ook duikt de haas op in Alice's Adventures in Wonderland van Lewis Carroll, waarin Alice getuige is van het waanzinnige theepartijtje van de Maartse Haas en de Gekke Hoedenmaker. Een andere bekende haas is Zoef de Haas uit de Fabeltjeskrant, een Nederlandse poppenserie.

### Spreekwoorden en uitdrukkingen
Verscheidene spreekwoorden, uitdrukkingen en gezegden gaan over hazen. Enkele van deze spreekwoorden zijn:
- Als een haas aan het werk gaan, er als een haas vandoor gaan - zeer snel een actie uitvoeren, verwijzend naar de snelheid van het dier.
- Angsthaas - zeer bang uitgevallen persoon, lafaard, verwijzend naar dat de haas een prooi- en vluchtdier is.
- Mijn naam is haas - Uitspraak om aan te geven dat iemand van niets weet of ergens niets mee te maken wil hebben.
- Het haasje zijn - ergens de dupe van zijn of betrapt worden.
- Een hazenslaap - Een lichte of geveinsde slaap. De haas slaapt zeer licht en is makkelijk te wekken.
- Het hazenpad kiezen - vluchten.
- Hazenhart - bangerd, bang uitgevallen persoon.
- Men kan nooit weten hoe een koe een haas vangt - zelfs onwaarschijnlijke zaken kunnen gebeuren.
- De haas en de slak hebben op dezelfde dag oudejaarsavond - haast je niet.
- Hij heeft schoenen van hazenleer - hij kan ontzettend hard lopen.

Woorden waar de haas in voorkomt:
- Hazewindhond - een windhond, gefokt voor de jacht op hazen.
- Hazenlip - in de volksmond een ander woord voor schisis, een aangeboren aandoening waarbij iemand een gespleten bovenlip heeft.
- Haasje-over - spelletje waarbij kinderen over elkaar heen springen.
- Haas - in de atletiek een persoon die in een hardloopwedstrijd een tijd vooroprent om het tempo te bepalen, zonder echter mee te strijden voor de winst.